# Ensenada Stravinski
La ensenada de Stravinski es una ensenada con cubiertas de hielo que se extiende entre la península Shostakóvich y la península Monteverdi en el sur de la isla Alejandro I de la Antártida. 
La ensenada fue mapeada por primera vez por la Dirección de Estudios en el Extranjero a partir de imágenes de satélite proporcionadas por la Administración Nacional de Aeronáutica y del Espacio de Estados Unidos, en cooperación con el Servicio Geológico de Estados Unidos. El Comité de Topónimos Antárticos del Reino Unido le puso su nombre en honor al compositor ruso Ígor Stravinski.